# ハムディーン・サッバーヒー
ハムディーン・アブドルアーティー・サッバーヒー（アラビア語: حمدين عبد العاطي صباحي、Hamdeen Sabbahi、1954年7月5日 - ）は、エジプトのジャーナリスト、政治家。アラブ民族主義・アラブ社会主義系のナーセル主義の尊厳（カラーマ）党創設者で元党首、元人民議会議員。日本語メディアでは、サバヒあるいはサッバーヒなどと表記されている。

## 略歴
1954年、カフル・アッシャイフ県バルティームに生まれる。カイロ大学マスコミュニケーション学部に入学し、1973年同大学の学生自治会長に選ばれる。同大学を卒業後、ジャーナリストとなるが1977年1月に食品価格の上昇を理由にアンワル・サダト政権に対する暴動に参加し、テレビの議論番組においてサダト大統領の政策を彼の面前で非難した。これにより数年間ジャーナリストとして働くことを禁じられた。1996年にカラーマ党を創設し同党首となり、ホスニ・ムバラク政権下で2期議員を務めた。彼は社会主義政治家を自称し、経済的正義、アラブの統一、独立した外交政策を提唱し大衆主義の政治家としてムバラク政権と対立した。
2011年、エジプト革命に参加した。ムバラク辞任後の2012年エジプト大統領選挙に立候補。5月22日及び23日に行われた第一回投票では、自由と公正党の支援も有り、故郷のカフル・アッシャイフ県のみならずカイロ県、アレクサンドリア県やポートサイド県など都市部で1位となるなど健闘したものの3位（得票数4,820,273、得票率20.72％）に終わり、上位二人による決選投票進出を逃した。その後、大統領選に勝利したムハンマド・ムルシーから副大統領への就任を要請されるが辞退している。2012年9月、政治連合「エジプト人民潮流」を結成した。その後は自由の公正党と袂を分かち、2013年エジプトクーデターの際にはアブドルファッターフ・アッ＝シーシーを英雄と呼び、エジプト暫定政府のムスリム同胞団に対する弾圧を支持した。シーシーに対しては軍事クーデターと呼ばれないように大統領選への出馬をしないよう繰り返し求めている。
2014年2月8日、クーデター後初となる大統領選挙への出馬を表明した。5月の大統領選はシーシーとの一騎討ちとなったが、開票の結果、3.0％の得票率に終わり次点となった。